# Кобылецкая Поляна
Кобыле́цкая Поля́на (укр. Кобилецька Поляна) — посёлок в Великобычковской поселковой общине Раховского района Закарпатской области Украины. Расположен у слияния рек Крайней и Шопурки.

## История
Первые письменные упоминания о посёлке относятся к XV веку.
В окрестностях были обнаружены залежи железной руды, и в 1774 г. здесь построили небольшое металлообрабатывающее предприятие, а немного позже и доменную печь для его нужд. Постепенно предприятие переросло в небольшой завод, который изготовлял орудия труда для солотвинских солекопов и лесорубов. В начале XIX века на нём работало около 300 рабочих.
17 октября 1944 г. Советская армия освободила посёлок, около 70 жителей вступили добровольцами в её ряды.
В советский период металлообрабатывающий завод расширился и в 1964 г. преобразован в арматурный завод, продукция которого шла во все уголки СССР и экспортировалось в 30 стран мира.
В январе 1989 года численность населения составляла 3025 человек.
В июле 1995 года Кабинет министров Украины утвердил решение о приватизации арматурного завода.
По состоянию на 1 января 2013 года численность населения составляла 3420 человек.

## Известные жители
В Кобылецкой Поляне родился народный художник СССР, член-корреспондент Академии искусств СССР И. И. Бокшай (1891—1975).